# 横浜競馬場

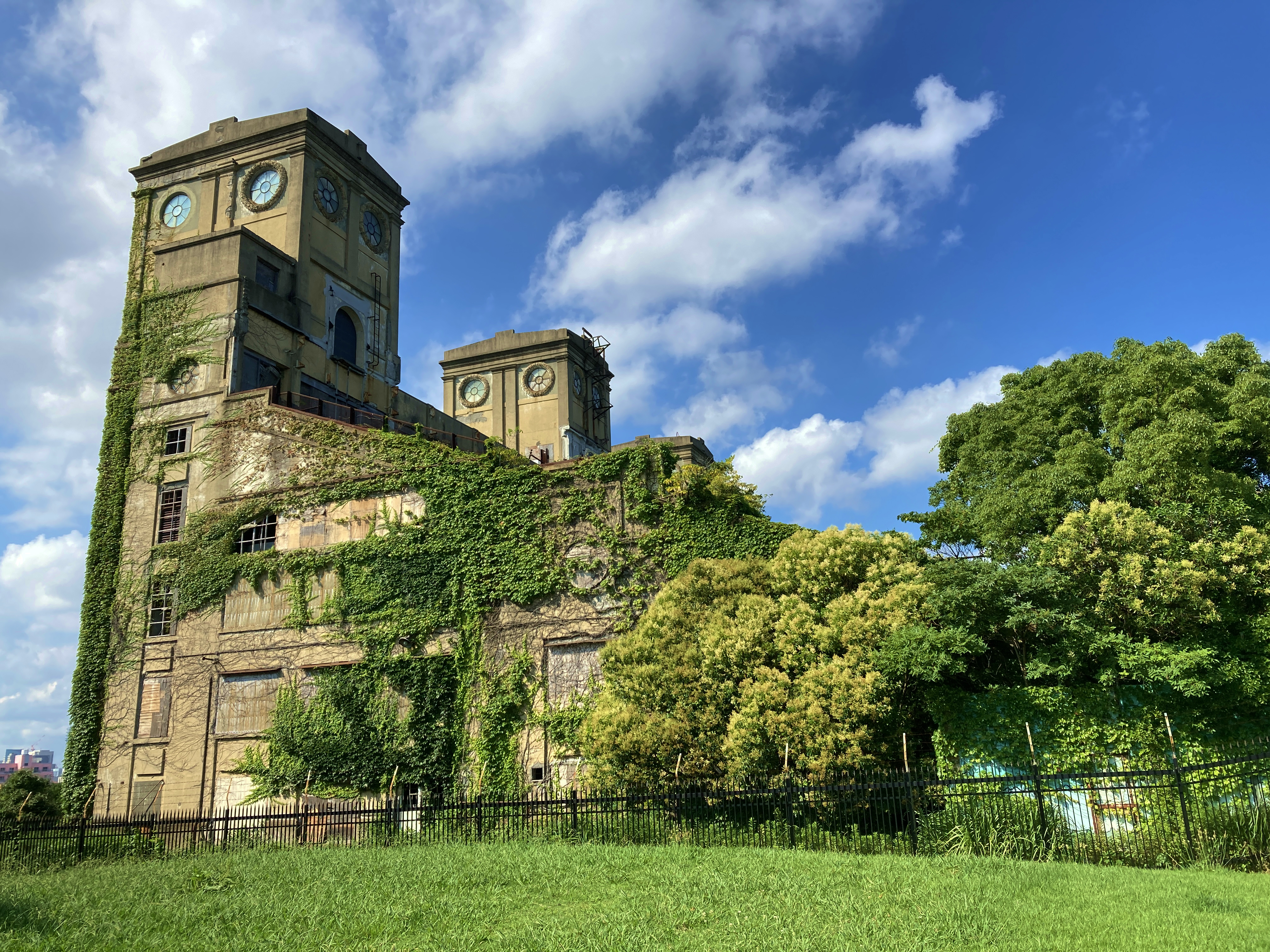
一等馬見所南側の観覧席跡

横浜競馬場（よこはまけいばじょう、横濱競馬場、Yokohama Racecourse）は、かつて神奈川県横浜市（現在の中区根岸台）に存在した競馬場。現在も残る一等馬見所の遺構については、後節の「#遺構」を参照のこと。
1866年（慶応2年）に日本初となる常設の洋式競馬場として開設され、根岸競馬場（ねぎしけいばじょう）の名称で長らく定着していたが、1937年（昭和12年）の秋季競馬から「日本競馬会横浜競馬場」に改称され、1943年（昭和18年）に閉場された。右回りの周回コースやスタンドの構造など、後に日本各地に作られた競馬場にも大きな影響を与えた。

## 概要

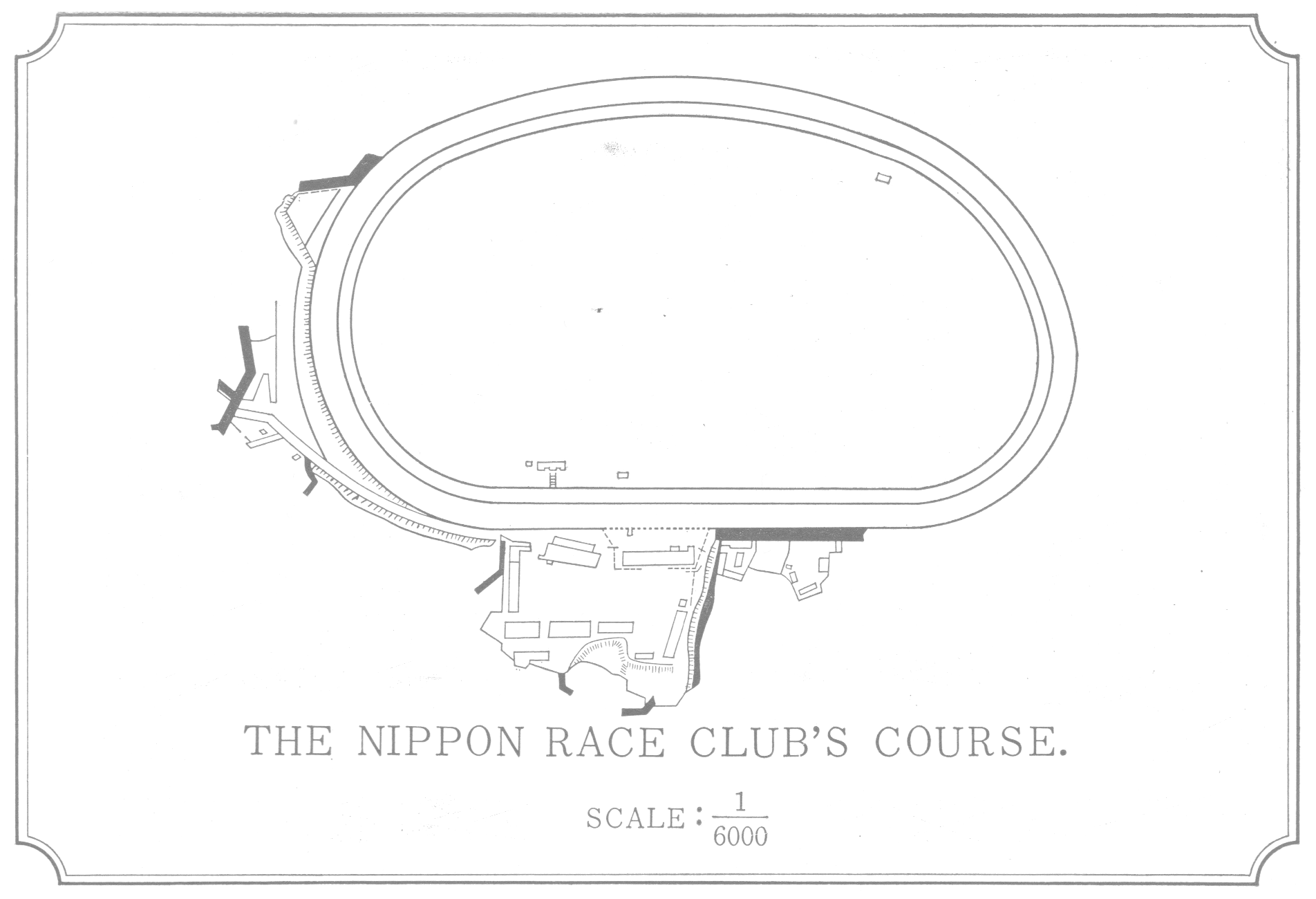
根岸競馬場コース図（1911-1912年）

コース形態は右回りの芝コースで、1周距離は972間（1764m）、幅員は13間（28.8m）。1937年時点の1周距離は1632m、幅員は15mないし26.5mとされており、現在の中央競馬を開催する競馬場に比べても遜色のない大規模なものであった。
横浜競馬場が右回りを採用した背景には、当時江戸幕府の財政が逼迫していたため整地費用がかけられなかったことに加え、地形の関係で左回りにするとゴール前が上り坂になり、鍔迫り合いを演出することができなかったためといわれている。また、横浜競馬場が右回りコースを採用したことで、のちに全国に作られた多くの競馬場が横浜競馬場に範をとって右回りを採用したため、多くが左回りを採用している外国の競馬場とは異なる進化を遂げることとなった。
直線はスタンド側（正面）のみで、向正面は緩やかに弧を描いている（コース図参照）。

## スタンド
1889年（明治22年）から使用されたメインスタンドは、1911年（明治44年）に火災を起こし、その後大きく修復され木造3階建のスタンドに代わったが、1923年（大正12年）に発生した関東大震災で半壊。翌年春から仮設のバラック小屋で競馬開催を再開したものの、新たなスタンドの建設が急務となった。
新スタンドの建設にあたり、根岸競馬場長ステーツ・アイザックスは、東京・丸ノ内ビルヂングを建設するため1920年（大正9年）に来日した、米国フラー社の主任建築士だったJ・H・モーガンに新スタンドの設計を依頼。従来のスタンドは、木造の箱型建物の前面にわずかな階段状の観客席を設けただけで、収容人員が限られていたうえ、観客席に柱が多かったためレースの重要な場面が見にくかったことから、アイザックスはモーガンに設計を依頼するにあたり、高い耐震性、格調の高い仕様に加え、左右のコーナーを見やすいような機能的に優れた馬見所という条件を提示。モーガンは関東大震災の経験から、屋根に重量をかけない構造を提案し、スタンド内の支柱を減らすことに成功。これにより、観覧席からコース全体がよく見渡せるようになった。
日本レース・クラブは、1929年（昭和4年）春季競馬終了後の5月19日から新スタンドの改築に着手し、11月2日には8割程度完成した一等馬見所（収容人数4,500人）で競馬を開催。翌年には二等馬見所（収容人数6,000人）が竣工し、1932年（昭和7年）にはガラス張り天蓋庇を増設。庇を大きくせり出すことで前面の壁を取り払い、建物をよりオープンな状態にした。
1934年（昭和9年）には、激増する入場者に対応するため二等馬見所が増築され、収容人数は2倍（12,000人）になった。スタンドは鉄骨鉄筋コンクリート造地上7階・地下1階建、延べ面積7,700㎡で、当時としては珍しいエレベーターを3基備えたほか、馬券の発売窓口は一等・二等ともに70窓、払戻窓口は一等28窓・二等35窓を配置した。一等馬見所には最上階中央に貴賓室を設置、室内はゆったりとした和洋風で、高い格子天井には一つ一つに格調高い鳳凰が描かれた。一等馬見所は正装（和装・洋装は問わない）での入場を条件とした。これらのスタンドは港や富士山が見渡せる眺望の良さや設備の豪華さから「東洋一」とも評され、のちに全国に作られる競馬場のモデルにもされた。

## 歴史

### 日本の開国と近代競馬のはじまり
1853年（嘉永6年）、提督マシュー・ペリー率いるアメリカ海軍東インド艦隊が、日本の開国を求めて浦賀（現・神奈川県横須賀市）沖の江戸湾に来航したことを契機として、翌年に徳川幕府との間で日米和親条約を締結。その後、1858年（安政5年）に締結された日米修好通商条約をはじめとする安政五カ国条約により、翌1859年（安政6年）横浜港が開港された。
条約に規定されていた開港場は、東海道の宿場であった神奈川（現在の横浜市神奈川区神奈川本町から青木町付近）だったが、当時は小さな漁村に過ぎなかった横浜が選ばれた。その理由は、外国人と攘夷派との衝突を恐れた江戸幕府が、代替地として往来の多い東海道からやや離れた場所に位置する横浜一帯を整備したためとされている。こうして横浜に外国人居留地が設けられ、関内居留地（現在の山下町）や横浜新田（現在の中華街）、太田屋新田（2020年までの横浜市役所・横浜スタジアム付近）が埋め立てられて居留地に組み込まれ、市街地として整備・拡充されていった。

開港後に来日した外国人によって、日本には様々な西洋文化が持ち込まれた。その中の一つが競馬をはじめとする西洋式の馬文化であった。日常のレクリエーションとして競馬や乗馬を楽しんでいた彼らは競馬に対する情熱が高く、日本でも母国と同様に、競馬や乗馬を楽しみたいという思いが強かった。また、自分たちが愛する「競馬」というものを日本人に紹介したいという側面もあった。横浜でも西洋式の競馬が行われるようになり、最古の競馬は横浜が開港された翌年の1860年（万延元年）9月1日に元町（現在の横浜市中区元町）で行われた記録が残っている。その後、1862年（文久2年）に横浜新田で1周1200m・幅11mの円形馬場が仮設（横浜新田競馬場）され、同年春からここで競馬が行われるようになる。これが、日本における初めての近代競馬（洋式競馬）の原型とされている。しかし居留外国人が増えるにつれて仮設の競馬場は廃止され、住宅地に転用されていった。その後も仮設の施設を転々としながら競馬が行われていたが、居留外国人によって恒久的な競馬場の建設を求める声が高まっていったように、江戸時代末期から競馬場問題が外交問題になっていた。

### 生麦事件の発生と横浜競馬場の開設
日本の開国により、尊王攘夷運動が活発化するなど、幕末の世相は動乱期に入っていた。そんな中の1862年、薩摩藩主の父島津久光の行列の前を馬に乗りながら通りかかったイギリス人を、薩摩藩士が殺傷する生麦事件が発生。これをきっかけとして、居留外国人の間で「人が来ない安全な場所で競馬を開きたい」との声が高まっていったほか、諸外国との緊張も高まり、幕府と外国人団で交渉が続けられ、1864年（元治元年）にはイギリス・アメリカ・フランス・オランダの4か国と幕府の間で、横浜居留地の整備改良を目的とした「横浜居留地覚書」が締結された。ところが、日本人町の海岸通りを居留地に編入する条項が含まれているなど、内容は幕府側に不利なものとなっていた。この覚書では生麦事件の賠償の一環として、居留地の背後にあった沼地（現在の中区扇町から松影町付近）を幕府の費用負担で埋め立てて競馬場を建設し、競馬場運営を居留外国人による委員会に委託することが定められており、幕府は改正交渉を続けていたが、1866年（慶応2年）に発生した「豚屋火事」をきっかけに一気に進展。4か国公使は、幕府の費用負担で東海道から離れた丘の上に位置する「根岸」に競馬場を建設し、借地料を100坪10ドルとする条件で、横浜居留地覚書の第1条を破棄することを確約。こうして同年にイギリス駐屯軍将校らの設計・監督によって日本初の洋式競馬場「横浜競馬場」が開設され、翌1867年（慶応3年）から競馬が開催された。
当初は居留外国人（主にイギリス人）によって結成された「横濱レース倶樂部」が主催していたが、内部対立や外国人居留地の経済力が衰えたことによる財政難に加え、日本産馬の確保などで苦境に立たされ、1880年（明治13年）には賃貸料の支払いが不可能になったことから賃貸契約を破棄し、居留外国人のみだった入会資格を日本人にも認め、「日本レース・倶楽部」が設立された。これは、競馬場を欧化政策の舞台として利用したい明治政府側と、強固な財政基盤を求めていた旧クラブ側の思惑が一致した結果の産物だった。こうして結成された日本レース・クラブの名誉会員には宮家（皇室）、正会員には西郷従道・松方正義・伊藤博文などといった明治政府の要人が名を連ね、競走馬を所有して競馬に参加していた。

### 横浜競馬場が果たした役割
横浜競馬場での競馬開催が日本レース・クラブの主催に代わってからも、財政面では苦境に立たされ続けた。世界的な不況に加え、初代大蔵大臣に就いた松方による財政立て直しを目的とした『松方デフレ』とよばれる緊縮財政政策で、国内の景気も後退。1884年（明治17年）には「官営工場払下げ概則」が制定。支出のかかる官営事業が次々と民間に払い下げられ、その一環として共同競馬会社に対する支援も停止された。この結果、根岸競馬1開催に対する政府からの支出額は10分の1以下に減少したほか、1885年（明治18年）からは陸軍省・農商務省・外務省も賞典寄贈などの財政的支援を停止。陸軍は1884年に馬政局から繁殖を除外したほか、1886年（明治19年）には軍馬局もいったん廃止。農商務省も競走馬の主な供給元だった下総種畜場を1885年に宮内省（現・宮内庁）へ移管した。これらの影響で陸軍省・農商務省から馬匹の出場が取りやめられ、同年秋季の根岸競馬では雑種馬の競走馬が激減した。

一方、横浜競馬場は「鹿鳴館外交」とも呼ばれたように、明治政府の外交政策（主に不平等条約の改正）とも密接な関係をもっていたため、明治天皇の行幸は1881年（明治14年）から1899年（明治32年）まで16回に及んだほか、政財界の要人が集う社交場としての役割も果たした。1880年には明治天皇から花瓶が下賜された競走「Mikado's Vase」が始まり、1905年（明治38年）には「The Emperor's Cup（エンペラーズカップ、のちの帝室御賞典）」へと発展して天皇賞の前身となった。
当時の日本では、社交としての競馬の重要性は認識していたが、馬匹改良の重要性や緊急性はそれほど強く認識されていなかった。しかし、松方財政政策で地方の馬産も縮小し、馬不足が深刻になっていた。さらに農商務省と陸軍省の間で馬政方針をめぐって対立したことも影響し、居留民の競馬への意欲も後退。1887年（明治20年）前後には存続も危ぶまれるような事態にまで陥った。
当初の目的だった、不平等条約の改正が達成された後の帝国主義時代において、軍用馬の果たす役割は大きく、軍用馬の能力水準が陸軍力にも直結していた。日本は国土が狭いうえ山地も多く、十分な数の馬を確保することが困難だったうえ、馴致や調教の能力も低く、兵器としての馬の性能はヨーロッパに比べ大幅に劣っていた。また、農用馬についても、小規模区画の農地を賄える程度で足りていたため、江戸時代までの馬産に対する認識が明治に入ってもそのまま続いていた。しかし、帝國陸海軍が近代化するにつれて、軍用馬に求められる役割や能力もより高度化したため、馬匹改良や兵士の騎乗能力向上が求められるようになった。日清戦争や日露戦争で日本の軍用馬の低質さが露呈したことで、競馬は優秀な馬を選別する能力検定や馬を操る人間の技術鍛錬を目的に据え、国策事業として奨励されることになった。大英帝国の王侯貴族が競馬そのものに価値を見出して保護してきたのに対し、日本の競馬は政治権力が目的を達成するための手段（ツール）として利用されてきた歴史があり、この点で決定的に異なる。

横浜競馬場で行われた「Mikado's Vase」に系譜をもち、各地で年10回行われた帝室御賞典は1937年（昭和12年）秋から年2回開催に集約され、現在の天皇賞へと続いているほか、1939年（昭和14年）には「横濱農林省賞典四歳呼馬（現在の皐月賞）」が創設されるなど、横浜競馬場は現在につながる大レースの発祥地にもなっている。このほか、現在の重賞に相当する「特殊競走」として1928年（昭和3年）より横浜特別、1938年（昭和13年）からは横浜農林省賞典四・五歳呼馬が行われた。

### 馬券発売と横浜競馬場の繁栄
横浜競馬場は居留地内にあったことから、治外法権が適用されていたため、当時日本の刑法では禁止されていた賭博が当初から公然と行われていた。初期の賭式は「ガラ」と通称されるロッタリー方式や、現在も外国で広く採用されているブックメーカー方式が行われていたが、ロッタリー方式ではごくわずかな収益が主催者に支払われるだけで、大半はロッタリー主催者の収益となっていたため、多くの競馬場が慢性的な赤字運営であった。競馬を開催するためには広大な競馬場のコース維持コストに加え、高価な競走馬を集めるために高額の賞金を用意しなければならないなど、多額の資金を必要とすることから、1888年（明治21年）には現在の中央競馬・地方競馬をはじめ日本国内の公営競技で幅広く採用されているパリミュチュエル方式馬券の発売が本格的に行われるようになった。パリミュチュエル方式は主催者やオーナーによる不正の排除が容易であることに加え、主催者の収益がレース結果に左右されないため、購入者も安心して馬券を購入できるうえ、主催者にも安定した多額の収益をもたらすこととなった。
主催者の日本レース・クラブが自ら馬券を売り、売上からもたらされた利益を貯蓄していくにつれて、それまで経済力のある内外の会員と明治政府の援助に頼っていた財政基盤を自ら確立することとなり、他の競馬場が解散する中で、オーストラリアから洋種馬（豪サラ）を輸入するなど、横浜競馬場は独自の発展を遂げていった。日本レース・クラブは競馬場周辺の土地も買収してゆき、1906年（明治39年）には日本で3番目、東日本では初となるゴルフ場を建設。これは日本初の芝グリーンを有するゴルフ場となった。あわせてゴルフ場の管理・運営を目的に「日本レースクラブゴルフアソシエーション」を設立した。1906年（明治39年）に横浜以外の競馬場でも馬券発売が黙許されたことで、翌年から全国で競馬ブームが巻き起こった。

馬券発売の黙許によって各地に競馬場が作られたが、運営する組織の中には営利追求に走り不正を行う者もあったため、1907年（明治40年）10月5日に施行された刑法で馬券の発売が禁止されると、政府からの補助金による競馬（補助金競馬）が細々と続けられた。この間も日本レース・クラブは補助金を受けずに独立運営を続け、ゴルフ場の収益が財政を下支えした。1909年（明治42年）にはロシアの競馬倶楽部と日本レース・クラブの共催でウラジオストクにて行われた日露大競馬会に多数の人馬が遠征、これが日本調教馬による初の海外遠征とされている。1912年（大正元年）には日本レース・クラブの会員がそれぞれ資金を出し合い「コロネル・ボギー」という仮定名称で競走馬を共同所有するようになり、現在の「一口馬主・クラブ馬主」の先駆けとなった。補助金競馬は（旧）競馬法が1923年（大正12年）に成立し、馬券の発売が公認されるまで続いた。（旧）競馬法の成立後には全国で11の競馬倶楽部が組織され、公認競馬を行うようになった。横浜競馬場でも日本レース・クラブが主催する公認競馬を行っていたが、同年に発生した関東大震災により秋季根岸競馬の開催は見送られ、翌年春に再開された。関東大震災で半壊したスタンドは仮設のバラックを経て、1929年（昭和4年）から新築工事が行われ、一等馬見所・二等馬見所などの諸施設が完成した。

### 第二次世界大戦の影響と競馬場の終焉
1931年（昭和6年）に発生した柳条湖事件に端を発する満州事変から、日本は中華民国との日中戦争に突き進み、国内でも戦時体制化が進んだ。そんな中、1936年（昭和11年）に（旧）競馬法が改正されると、全国の競馬倶楽部は解散し、「日本競馬会」に統合された。日本レース・クラブも1937年（昭和12年）10月に吸収され、開設以来使用されてきた根岸競馬場の名称も「日本競馬会横浜競馬場」に改められた。
次第に戦時色が濃くなっていく世相の中でも、競馬は市民のレジャーとして広く認知され、横浜をはじめとする各競馬場は入場者数・売上ともに順調に成長していたが、一方で1940年（昭和15年）には横浜競馬場長のステーツ・アイザックスが老齢を理由に更迭されるなど、外国人排斥が顕著になっていった。
1941年（昭和16年）に太平洋戦争が開戦すると、横浜競馬場のクラブハウスは神奈川県警察の手により敵国民間人の収容所に衣替えされた。1942年（昭和17年）には、軍港が一望できる立地という理由や、作戦上必要な施設であることした海軍省の接収より開催中止に追い込まれ、翌1943年（昭和18年）6月10日に閉場し、76年にわたる競馬開催の歴史に終止符が打たれた。同年に横浜競馬場で予定していた競馬は、春季を東京競馬場、秋季を中山競馬場で代替開催した。
閉場後は帝國海軍に売却され、クラブハウスは連合国の民間人の抑留所として戦時交換船が来るまで使用されたほか、スタンドには機密文書などを手掛ける「文壽堂」の印刷工場が置かれた。

横浜競馬場の土地・施設の譲渡に際し、第2代日本競馬会理事長安田伊左衛門は大本営陸軍部に対し、条件として代替用地の斡旋を求めた。競馬会側で候補地を検討の結果、神奈川県高座郡相模原町（旧・大野村。現・相模原市南区相模大野および上鶴間）の東急（現・小田急電鉄）小田原線相模大野駅南側、同駅から分かれる江ノ島線沿線付近を移転候補地に定め、1周2400mの馬場と70棟の厩舎を擁する競馬場建設を計画の上、軍に対し土地斡旋と資材提供の要請を行ったが、既に戦争末期で戦局は悪化の一途をたどっていた。こうして安田と日本競馬会の要請は繰り返し拒否された末に終戦で時間切れとなってしまい、新たな競馬場の建設は叶わなかった。

### 第二次世界大戦後
日本競馬会にとって、接収され閉場に追い込まれた横浜競馬場の復活問題は重要な関心事だったため、安田は終戦直後の1945年（昭和20年）8月29日から、政府に対して繰り返し横浜競馬場の返還を要請していた。しかし、第64代外務大臣重光葵が降伏文書に調印した翌日の同年9月3日、他の市内軍用施設と同様に、進駐してきた占領軍（主にアメリカ陸軍）に接収された。その後、1946年（昭和21年）暮れに再び払い下げを申請したが、進捗はなかった。
ところが1947年（昭和22年）になって、かつての日本レース・クラブの会員で、占領軍とも関わりがあり、かつ神奈川県知事より、慰安目的の競馬や各種スポーツの開催を目的とした社団法人として設立認可を得た「インターナショナル・レースクラブ」理事長のC・H・モスが、第45代内閣総理大臣吉田茂に対し横浜競馬場の貸付けを申請した。このことを知って危機感を持った安田と日本競馬会は、払い下げ申請から使用許可申請に変更して対抗した結果、同年7月、吉田の後を受けた第46代内閣総理大臣片山哲によって競馬場の払い下げ先は旧所有者の日本競馬会とする旨の決定がなされた。使用者問題は決着を見たものの、スタンドはアメリカ軍の印刷工場として引き続き文壽堂が使用したのち、アメリカ軍住宅管理部の事務所として使用された。馬場は軍用トラックなどの駐車場に転用されたほか、馬場内にゴルフ場が復活するなど、そのままでは競馬場として使用不可能な状況のうえ、接収解除も大幅に遅れた。
1964年（昭和39年）にようやく一部施設の接収が解除され、その他の土地の大部分も1969年（昭和44年）に米国から日本政府へ返還された。1973年（昭和48年）には解散した日本競馬会から国営競馬を経て1954年（昭和29年）に設立された日本中央競馬会（NCK。現・JRA）に政府から敷地の大部分が払い下げられ（形式上はNCKが東京競馬場の厩舎地区を移設する目的で東京都八王子市片倉町＝現・みなみ野、現在のJR横浜線八王子みなみ野駅周辺一帯に取得していた土地との交換）、30年ぶりに中央競馬施行者の所有となった。しかし、接収されていた間に周囲は住宅地と化したほか、敷地の一部に米軍住宅（根岸住宅地区）が残されていたこと、さらにNCK所管の他の競馬場の近代化・大型化も進み、加えて普通鉄道の駅から離れた鉄道空白地帯である上に再開された場合、競馬場への唯一の軌道系交通手段になると期待された横浜市電も廃止されていた横浜競馬場を、返還後に近代的な中央競馬の開催施設として復活させることは現実的選択ではなくなっていた。

結局競馬場として再開されることはなく、公園として整備されることになり、1977年（昭和52年）には横浜市が大蔵省理財局から無償で借り受けて整備した「根岸森林公園」とNCKによって整備された「根岸競馬記念公苑」および「馬の博物館」が設けられた。
1948年（昭和23年）に制定された（新）競馬法では、横浜競馬場は、同様に戦時中に開催が休止された宮崎競馬場とともに、返還後も「開催休止中の競馬場」として長らく扱われ、法律上は1991年（平成3年）まで存在していた。競馬法第2条で「中央競馬の競馬場は、12箇所以内」とされているのは、現在中央競馬が開催されている10か所に加え、横浜と宮崎が含まれていた名残である。なお、競馬法施行規則第1条では、中央競馬を開催する競馬場を「札幌・函館・福島・新潟・中山・東京・中京・京都・阪神・小倉」の10か所に定めている。

## 遺構
東京の、旧丸ノ内ビルヂングの設計も手掛けたアメリカ人建築家J・H・モーガンによって設計（前述）され、1929年（昭和4年）に竣工した一等馬見所と二等馬見所の2つの観客スタンド、および下見所（パドック）は、馬場よりも遅れて1981年（昭和56年）に接収解除され、1987年（昭和62年）には横浜市が国から馬見所の土地や建物を購入し、活用方法を模索したが、「米軍敷地が見渡せる」として眺望が再び問題視され、活用計画が立てられなかった。日本建築学会は同年、「貴重な歴史的文化遺産」として横浜市に保存を申し入れたが、二等馬見所と下見所は1988年（昭和63年）に老朽化のため解体された。

横浜競馬場の遺構として、根岸森林公園内に唯一現存する一等馬見所（いっとううまみしょ）は、2009年（平成21年）に経済産業省によって近代化産業遺産に認定されたものの、建物の周囲を囲うなど最低限の管理が行われているのみで、建物本体の修復は返還以来ほとんど施されておらず、立入禁止となっている。2015年（平成27年）には、特定非営利活動法人「引退馬協会」および「歴史的建造物とまちづくりの会」が共同で、文化財として保存活用するよう求める要望書を横浜市に提出。横浜市は一等馬見所の老朽化が進んでいることに加え、隣接する「根岸住宅地区」の返還が日米間で合意されたこともあり、横浜市が建物の改修・保全を行ったうえで、返還された根岸住宅地区跡地の利用状況も見ながら今後の活用方法について検討することが、2021年（令和3年）5月16日に報じられた。
2025年（令和7年）1月22日、横浜市都市整備局都市デザイン室は、一等馬見所について「旧根岸競馬場一等馬見所」の名称で横浜市認定歴史的建造物に認定したことを発表した。今後、耐震などの改修工事を行った上で、竣工100周年を迎える2029年（令和11年）を目処に一般開放を目指す方針としている。

## 画像

### 競馬場当時

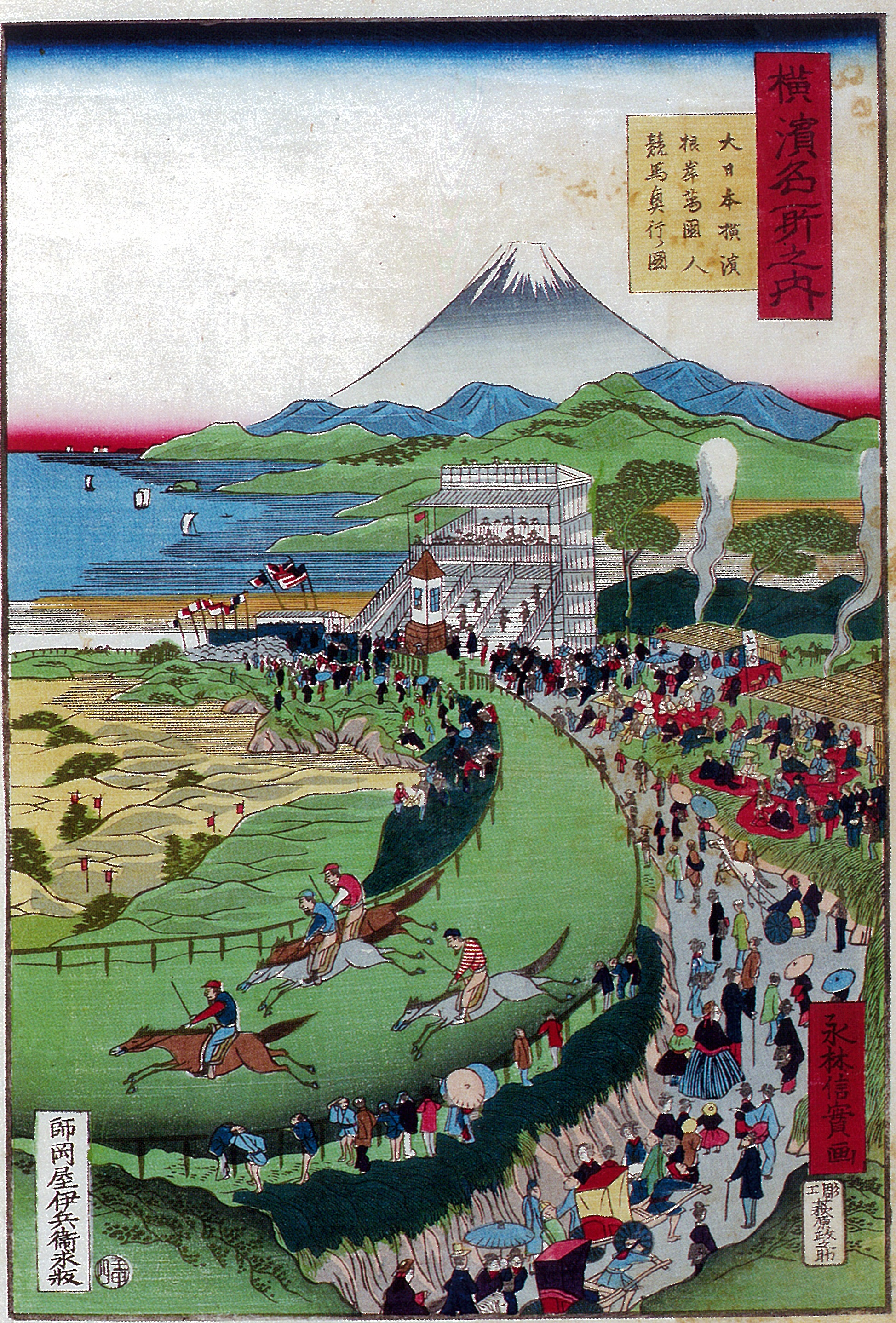
一港斎永林（永林信実）作 「横濱名所之内 大日本横濱根岸萬國人競馬興行ノ圖」 根岸競馬場（1872年）
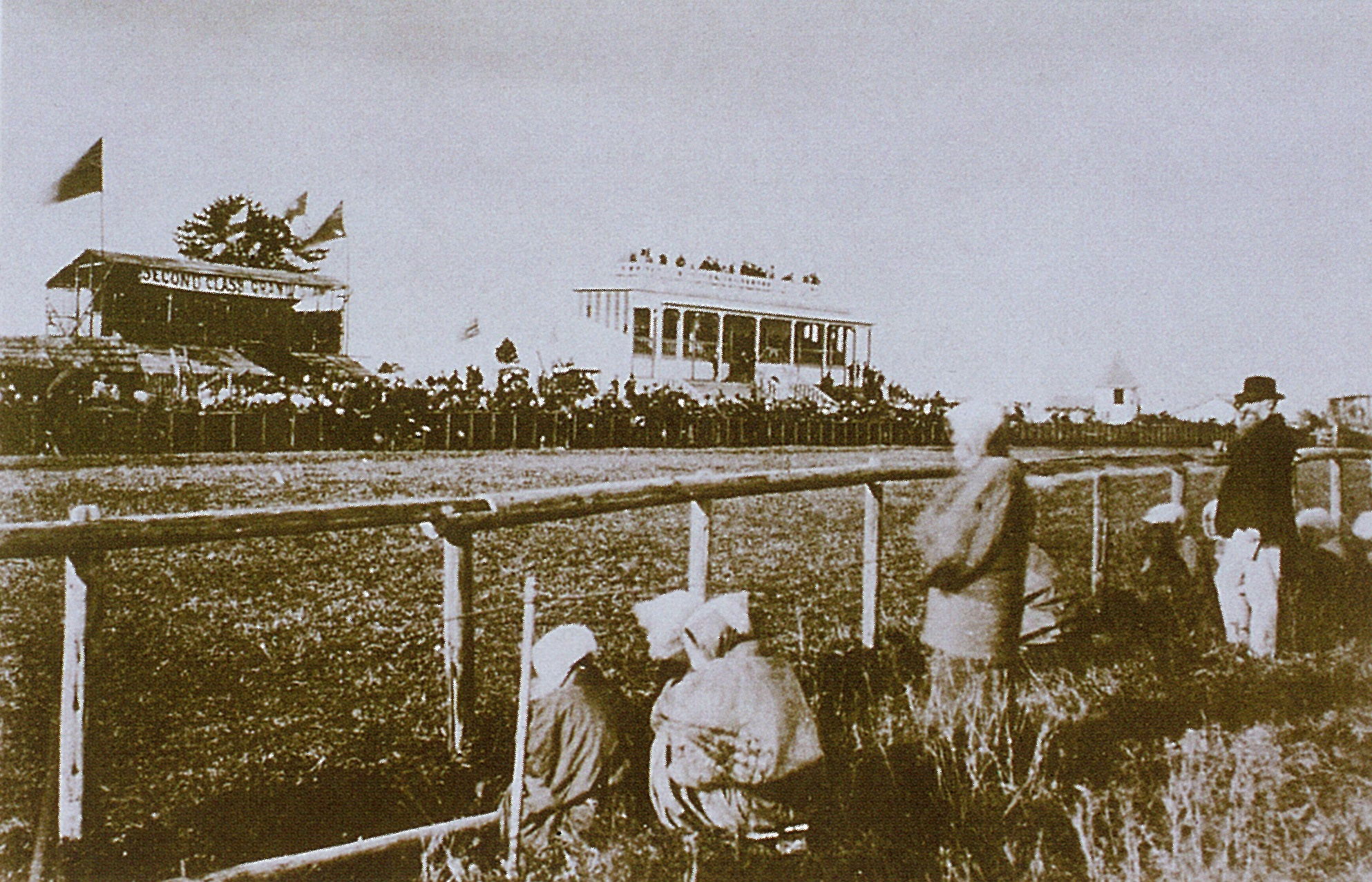
根岸競馬場メインスタンド前（1870年）
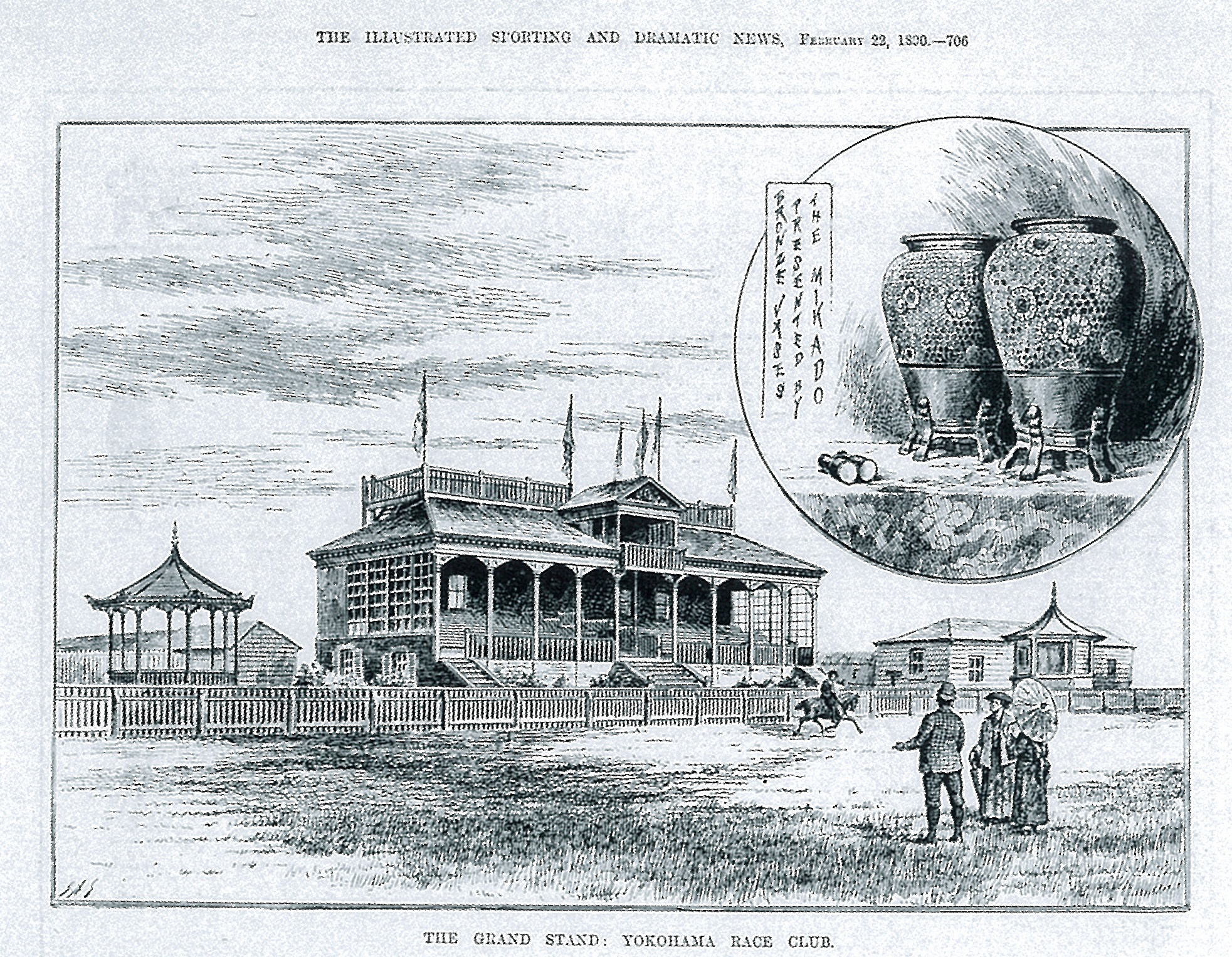
1888年の根岸競馬場メインスタンドと御下賜賞品のブロンズ花瓶
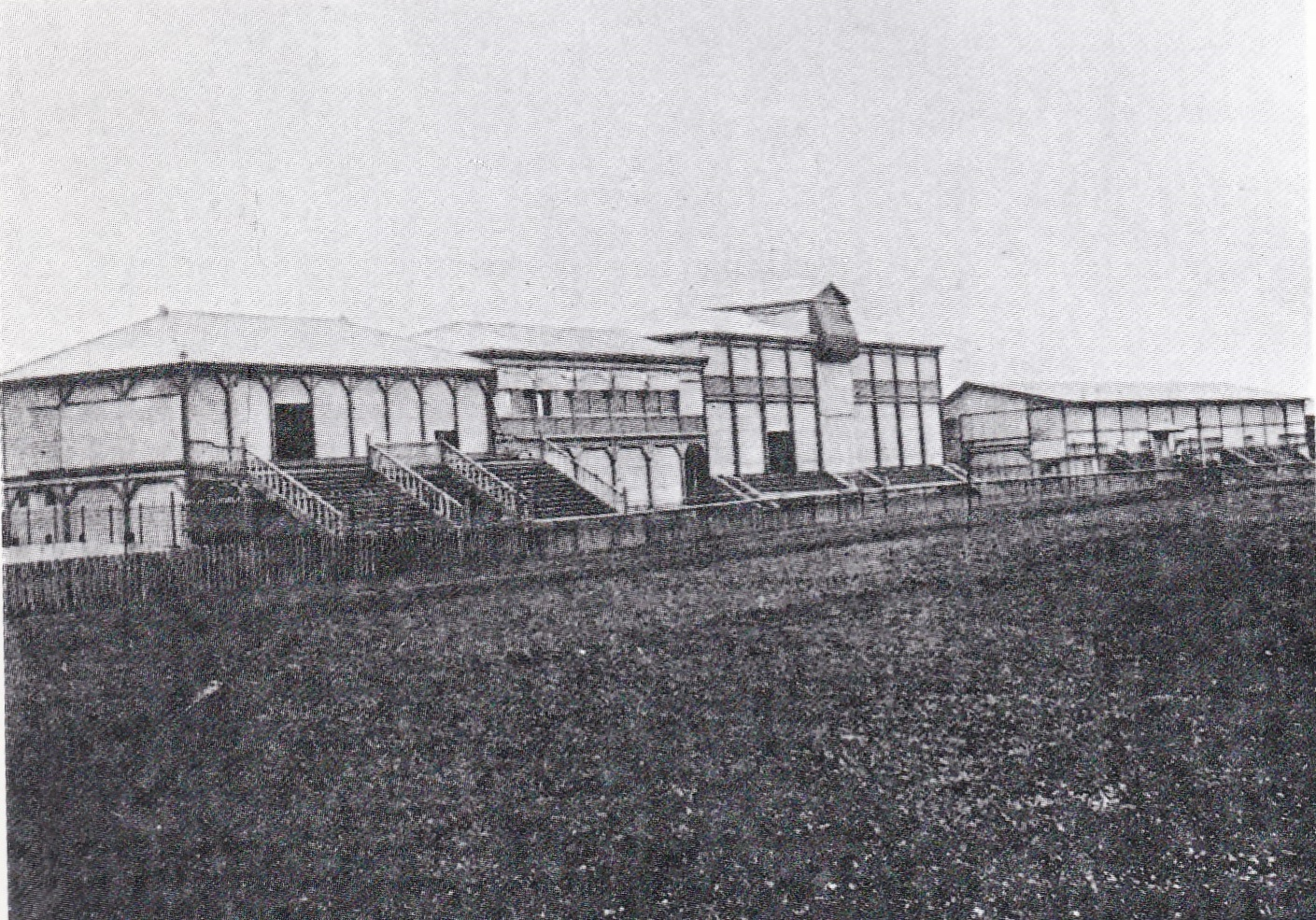
1907年の根岸競馬場メインスタンド
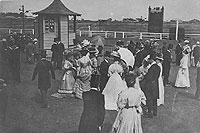
根岸競馬場内の様子（1908年）
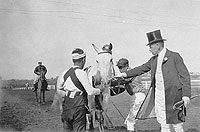
根岸競馬場内での調教の様子（1908年）
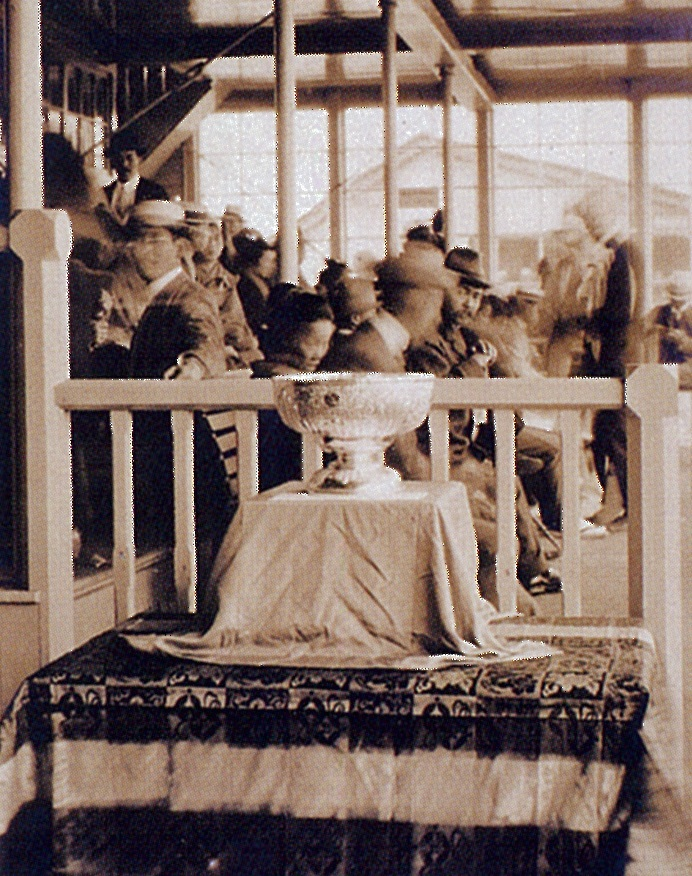
1908年の根岸競馬場メインスタンドと帝室御賞典で日本レースクラブに下賜された御紋付花盛器
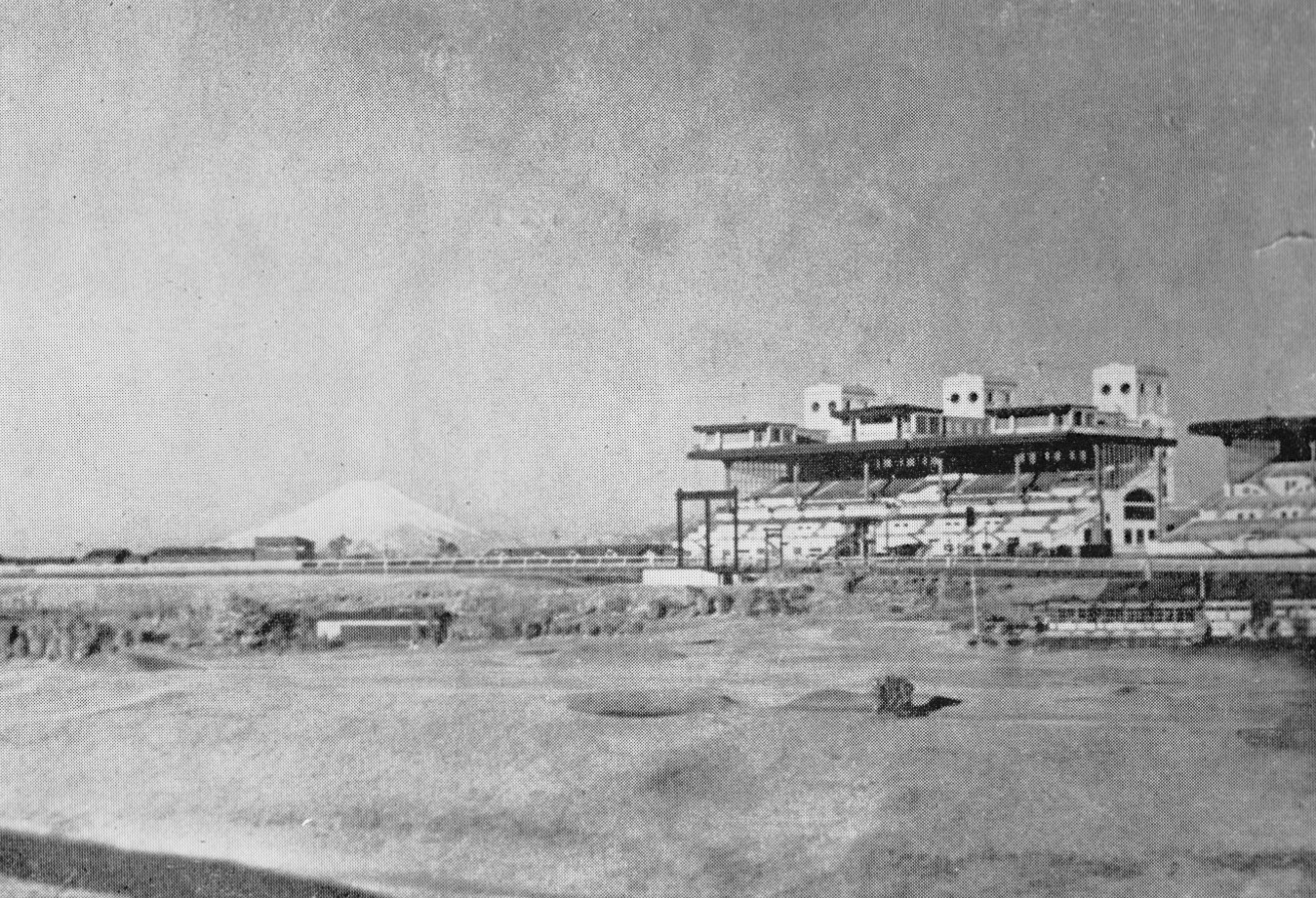
コース内から見た根岸競馬場メインスタンド（一等馬見所、1929年）
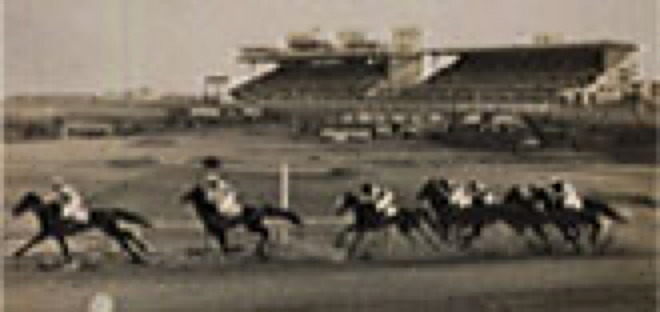
レース風景（1934年）。一等馬見所（奥左）、二等馬見所（奥右）
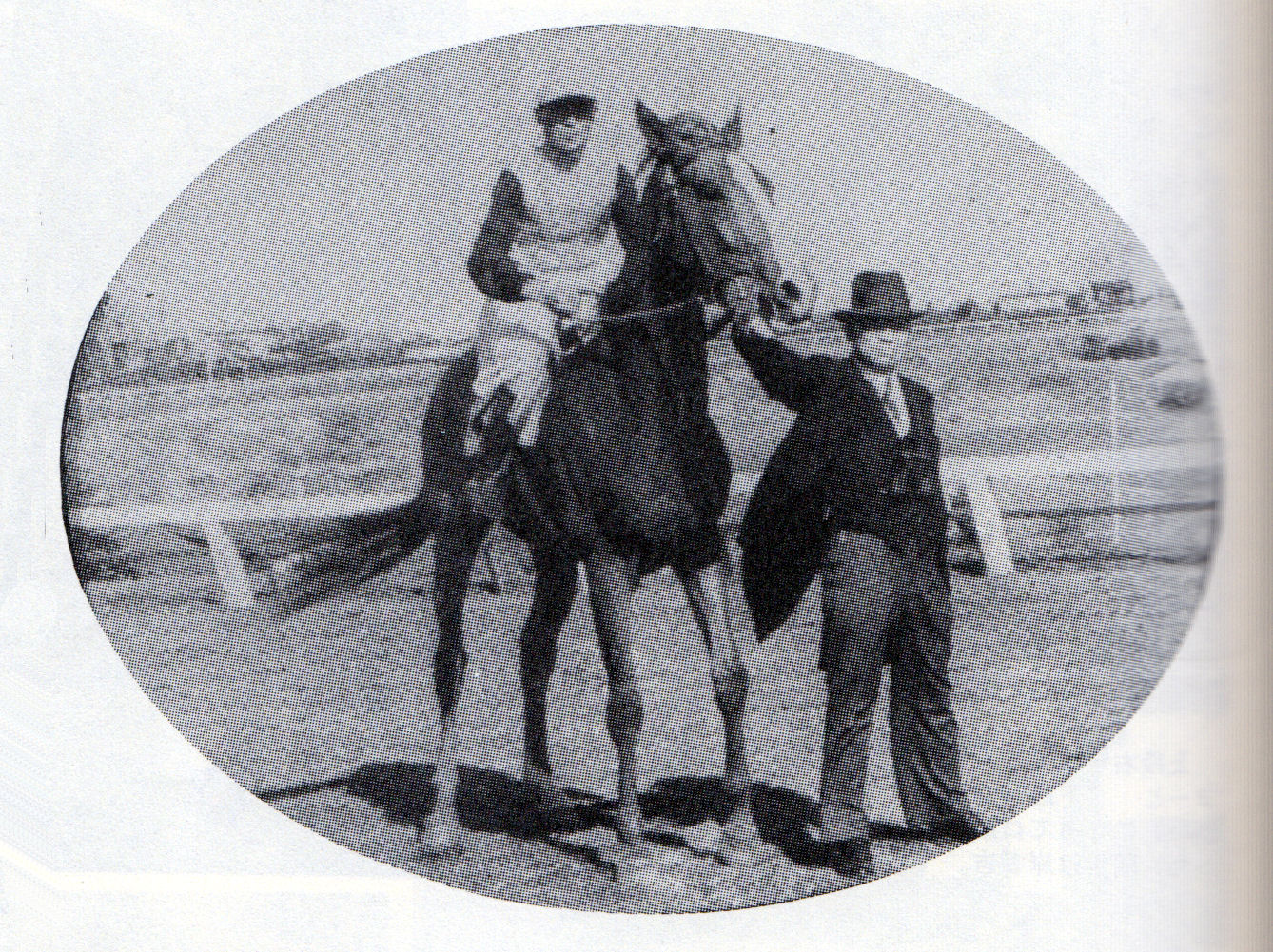
第1回横浜農林省賞典四歳呼馬（現在の皐月賞）優勝馬・ロツクパーク

### 遺構関連

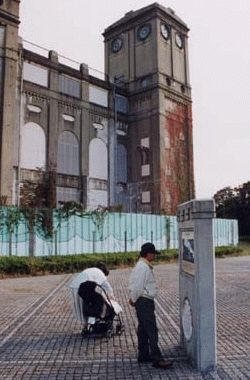
一等馬見所跡西側（簑沢方向）
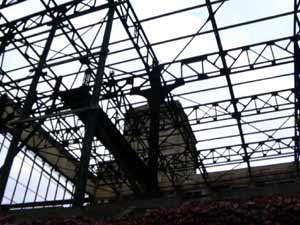
一等馬見所跡東側 撤去済み
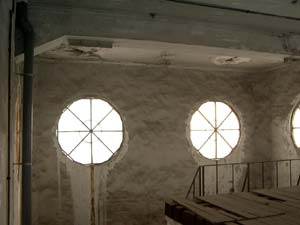
一等馬見所跡塔内部
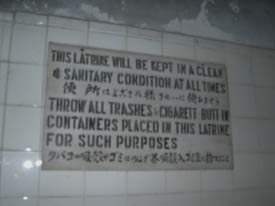
競馬場内のトイレに掲示されたタバコの注意書き 二ヶ国語で記載されている
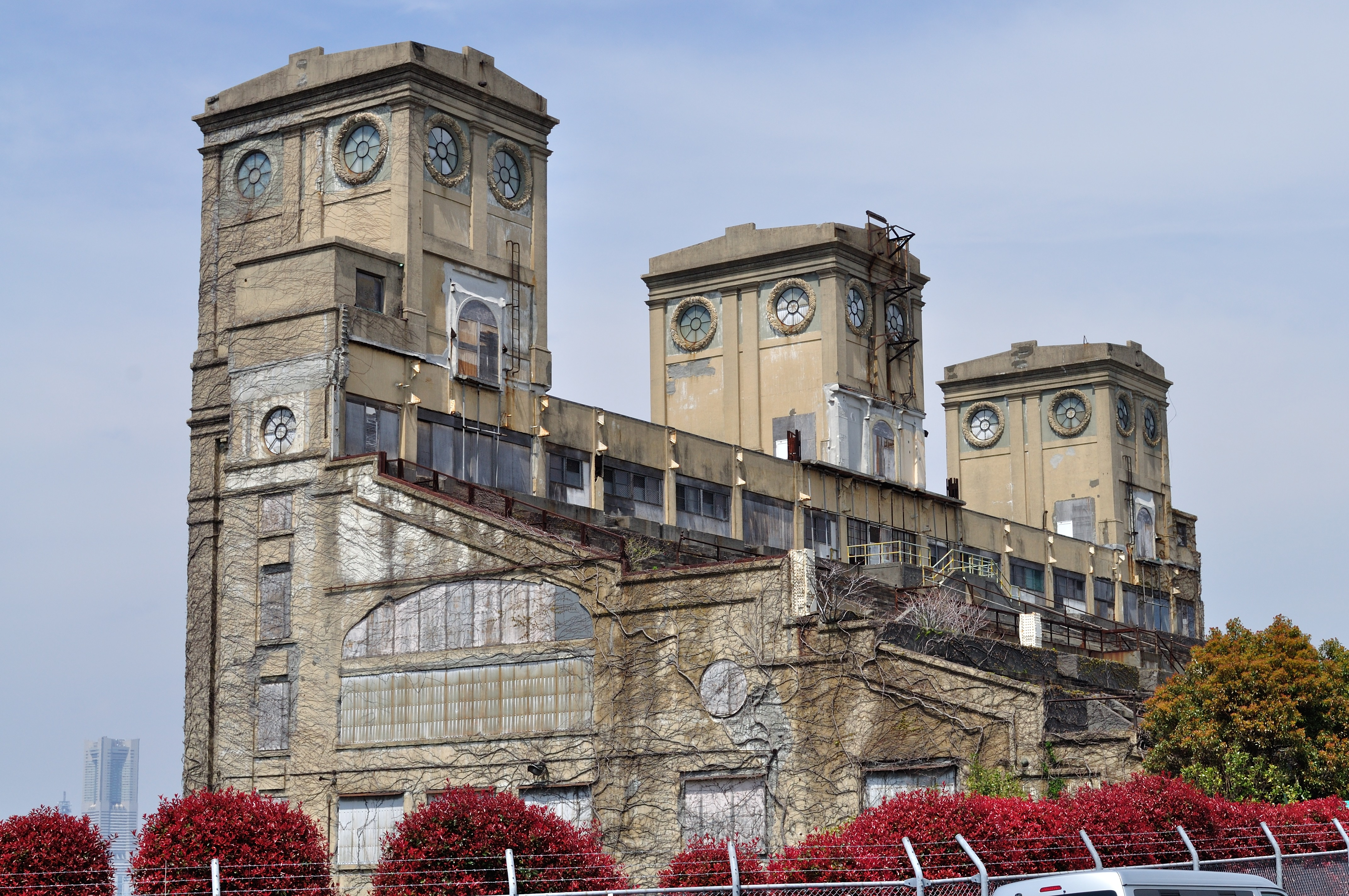
隣接する根岸住宅地区から見た横浜競馬場跡

## 横浜競馬場を記念して
東京競馬場では、横浜（根岸）競馬場にちなんだ重賞競走「根岸ステークス（GIII、ダート1400m）」が施行されている。この競走は2月に東京競馬場で行われるフェブラリーステークス（GI）の前哨戦とされ、1着馬に優先出走権が付与される。
なお、東京競馬場のメインスタンドとなる「フジビュースタンド」には、旧横浜競馬場一等馬見所のデザインが一部採用されている。

## 交通情報
旧根岸競馬場一等馬見所跡：神奈川県横浜市中区簑沢（根岸森林公園内）
- 横浜市営バス「山元町4丁目」停留所から徒歩6分。